# Newtown, New South Wales
Newtown este o suburbie în Sydney, Australia.